# Aliança
Aliança est une ville brésilienne de l'est de l'État du Pernambouc.

## Géographie
Aliança se situe par une latitude de 07° 36′ 12″ sud et par une longitude de 35° 13′ 51″ ouest, à une altitude de 123 mètres.
Sa population était de 34 264 habitants au recensement de 2007. La municipalité s'étend sur 273 km2.
Elle fait partie de la microrégion de la forêt septentrionale du Pernambouc, dans la mésorégion de la Zone de la forêt du Pernambouc.